# Klipp-påskrislav
Klipp-påskrislav (Stereocaulon saxatile) är en lavart som beskrevs av Hugo Magnusson. Klipp-påskrislav ingår i släktet Stereocaulon och familjen Stereocaulaceae.  Arten är reproducerande i Sverige. Inga underarter finns listade i Catalogue of Life.

## Källor

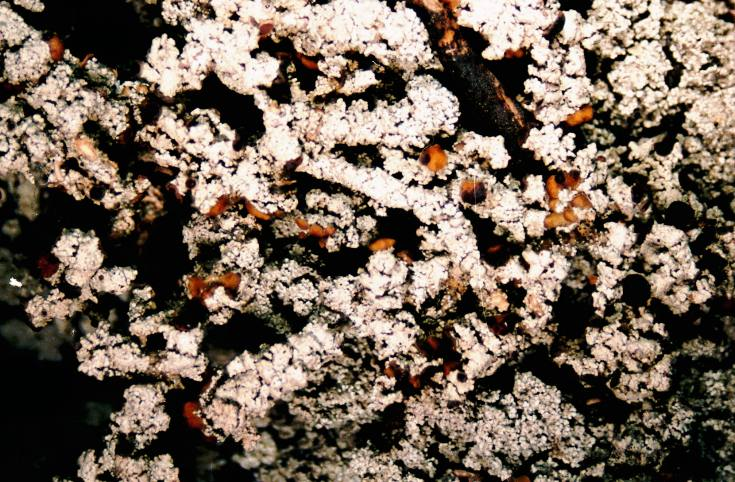
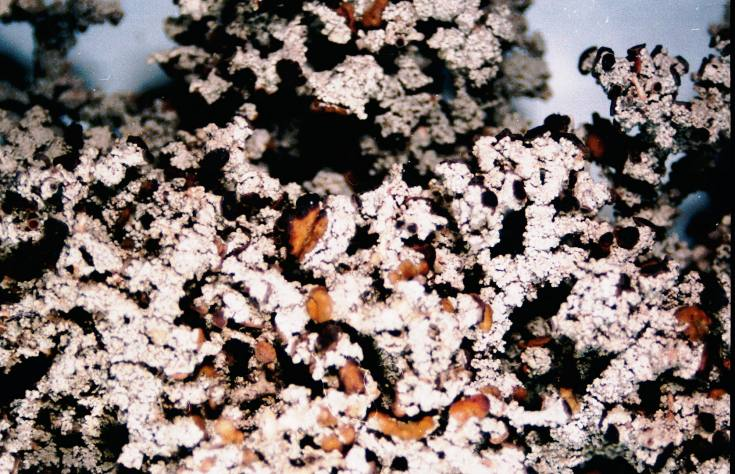
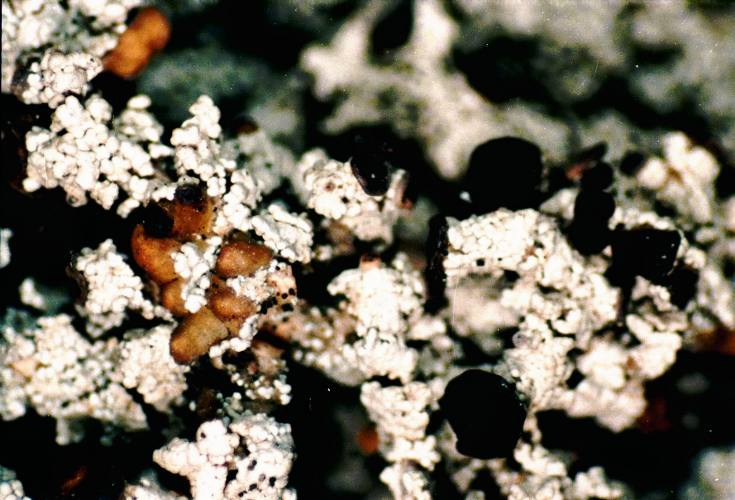
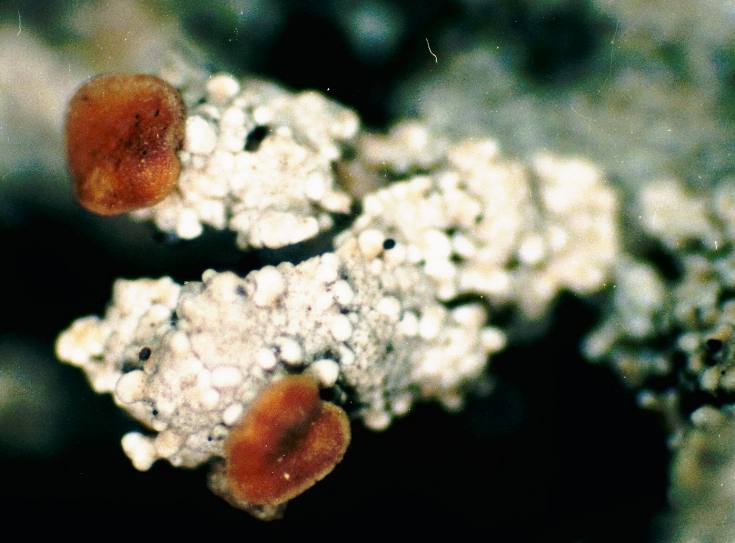
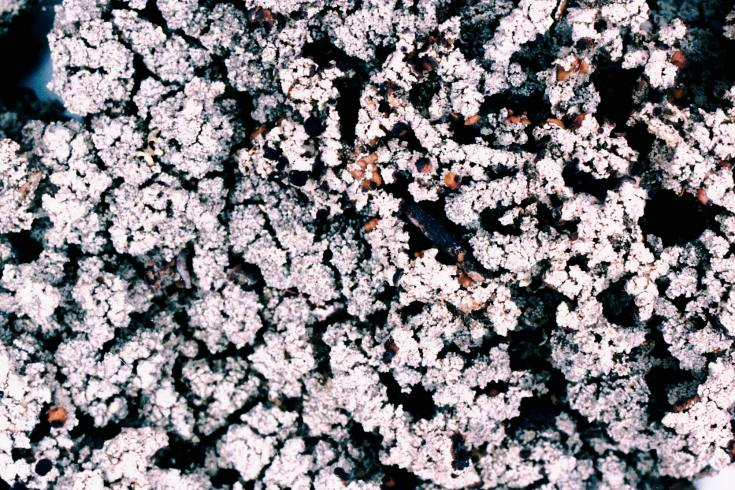